# Menhir de Keredol
Le menhir de Keredol, appelé aussi menhir de Sainte-Anne ou menhir de Kerlavos, est situé à Trégastel dans le département français des Côtes-d'Armor.

## Description
Le menhir mesure 2,40 m de hauteur pour un maximum de 0,70 m de largeur à la base et 0,25 m au sommet selon les faces. Il est en granite de l'île Canton. « Dans les années 50, il était couché dans la parcelle 116AD », il a depuis été transporté devant l'office de tourisme.